# Пойнт-Плезант-Біч (Нью-Джерсі)
Пойнт-Плезант-Біч (англ. Point Pleasant Beach) — місто (англ. borough) в США, в окрузі Оушен штату Нью-Джерсі. Населення — 4766 осіб (2020).

## Географія
Пойнт-Плезант-Біч розташований за координатами 40°5′33″ пн. ш. 74°2′43″ зх. д. / 40.09250° пн. ш. 74.04528° зх. д. (40.092566, -74.045173).  За даними Бюро перепису населення США в 2010 році місто мало площу 4,52 км², з яких 3,69 км² — суходіл та 0,82 км² — водойми.

### Клімат
| Клімат : Пойнт-Плезант-Біч | Клімат : Пойнт-Плезант-Біч | Клімат : Пойнт-Плезант-Біч | Клімат : Пойнт-Плезант-Біч | Клімат : Пойнт-Плезант-Біч | Клімат : Пойнт-Плезант-Біч | Клімат : Пойнт-Плезант-Біч | Клімат : Пойнт-Плезант-Біч | Клімат : Пойнт-Плезант-Біч | Клімат : Пойнт-Плезант-Біч | Клімат : Пойнт-Плезант-Біч | Клімат : Пойнт-Плезант-Біч | Клімат : Пойнт-Плезант-Біч | Клімат : Пойнт-Плезант-Біч |
| Показник                   | Січ.                       | Лют.                       | Бер.                       | Квіт.                      | Трав.                      | Черв.                      | Лип.                       | Серп.                      | Вер.                       | Жовт.                      | Лист.                      | Груд.                      | Рік                        |
| Середній максимум, °C      | 4,4                        | 5,9                        | 9,5                        | 14,8                       | 20,3                       | 25,3                       | 28,4                       | 27,7                       | 24,3                       | 18,4                       | 12,8                       | 7,3                        | 16,7                       |
| Середня температура, °C    | 0,2                        | 1,5                        | 4,9                        | 10,2                       | 15,6                       | 20,8                       | 23,9                       | 23,3                       | 19,7                       | 13,5                       | 8,4                        | 3,1                        | 12,1                       |
| Середній мінімум, °C       | −3,9                       | −2,9                       | 0,4                        | 5,5                        | 10,8                       | 16,2                       | 19,4                       | 18,9                       | 15,0                       | 8,5                        | 3,9                        | −1,1                       | 7,6                        |
| Норма опадів, мм           | 93                         | 79                         | 106                        | 102                        | 88                         | 93                         | 120                        | 113                        | 87                         | 95                         | 103                        | 103                        | 1181                       |
| Вологість повітря, %       | 64.9                       | 62.0                       | 60.8                       | 62.1                       | 65.7                       | 70.3                       | 69.2                       | 71.2                       | 71.1                       | 69.6                       | 67.8                       | 65.8                       | 66.7                       |
| -------------------------- | -------------------------- | -------------------------- | -------------------------- | -------------------------- | -------------------------- | -------------------------- | -------------------------- | -------------------------- | -------------------------- | -------------------------- | -------------------------- | -------------------------- | -------------------------- |
| Джерело: PRISM             |                            |                            |                            |                            |                            |                            |                            |                            |                            |                            |                            |                            |                            |

## Демографія
Згідно з переписом 2010 року, у селищі мешкало 4665 осіб у 1985 домогосподарствах у складі 1121 родини. Було 3373 помешкання
Расовий склад населення:
| - 92,3 % — білих - 0,8 % — чорних або афроамериканців - 0,8 % — азіатів - 0,2 % — корінних американців - 4,5 % — осіб інших рас |

До двох чи більше рас належало 1,3 %. Частка іспаномовних становила 9,0 % від усіх жителів.
За віковим діапазоном населення розподілялося таким чином: 18,9 % — особи молодші 18 років, 63,6 % — особи у віці 18—64 років, 17,5 % — особи у віці 65 років та старші. Медіана віку мешканця становила 45,7 року. На 100 осіб жіночої статі у селищі припадало 103,6 чоловіків;  на 100 жінок у віці від 18 років та старших — 103,6 чоловіків також старших 18 років.
Середній дохід на одне домашнє господарство  становив 105 741 долар США (медіана — 76 174), а середній дохід на одну сім'ю — 125 794 долари (медіана — 100 438). За межею бідності перебувало 8,5 % осіб, у тому числі 12,3 % дітей у віці до 18 років та 2,2 % осіб у віці 65 років та старших.
Цивільне працевлаштоване населення становило 2271 осіб. Основні галузі зайнятості: освіта, охорона здоров'я та соціальна допомога — 31,4 %, мистецтво, розваги та відпочинок — 15,0 %, роздрібна торгівля — 8,9 %, будівництво — 8,9 %.